# Piazza della Quercia
Piazza della Quercia är ett torg (piazza) i Rione Regola i Rom. Det är uppkallat efter kyrkan Santa Maria della Quercia.

## Beskrivning
Vid piazzan är kyrkan Santa Maria della Quercia belägen. Den härstammar från 1300-talet, men byggdes år 1727 om av Filippo Raguzzini och gavs en fasad i rokokostil. På motstående sida av piazzan står Palazzo Ossoli Soderini, ritat av Baldassare Peruzzi. Palatset har en rusticerad bottenvåning; portalen har en särskilt betonad rusticering.

## Bilder
| - Santa Maria della Quercia – fasaden. - Santa Maria della Quercia – högaltaret. |

## Omgivningar
- Vicolo delle Grotte
- Vicolo della Madonnella